# Royce Sharp
James Royce Sharp (* 25. Mai 1972 in Houston, Texas) ist ein ehemaliger Schwimmer aus den Vereinigten Staaten. Er gewann einmal Bronze bei Weltmeisterschaften.

## Sportliche Karriere
Der 1,83 Meter große Royce Sharp schwamm an der University of Michigan und gewann mit der Mannschaft seiner Universität 1995 den Titel der National Collegiate Athletic Association.
1991 nahm Sharp an den Weltmeisterschaften in Perth und an den Pan Pacific Championships in Edmonton teil, erreichte aber jeweils nur das B-Finale über 200 Meter Rücken. 1992 bei den Olympischen Spielen in Barcelona qualifizierte sich Sharp in den Vorläufen über 200 Meter Rücken für das B-Finale, trat dort aber nicht an. 1993 siegte er bei den Pan Pacific Championships in Kōbe und hatte dabei fast eine Sekunde Vorsprung vor seinem Landsmann Tripp Schwenk. 1994 bei den Weltmeisterschaften in Rom gewann der Russe Wladimir Selkow über 200 Meter Rücken vor dem Spanier Martín López-Zubero, 0,11 Sekunden hinter dem Spanier schlug Sharp als Dritter an und hatte dabei fast eine halbe Sekunde Vorsprung vor dem viertplatzierten Ungarn Tamás Deutsch.